# 田中順子 (アーティスティックスイミング選手)
田中 順子（たなか じゅんこ、1973年10月2日 - ）は、日本の元アーティスティックスイミング（シンクロナイズドスイミング）選手である。学校法人常葉大学系列中学・高等学校教諭、体育教諭。現姓は平島 順子（ひらしま　じゅんこ）
1973年（昭和48年）生まれ。静岡県静岡市出身。天理大学卒業。1996年アトランタオリンピックシンクロで銅メダルを獲得した。